# 부름부름 대행사
《부름부름 대행사》는 대한민국의 JTBC에 방송하는 리얼리티 버라이어티 프로그램이다.

## 기획 의도
- 도움이 필요한 모든 이들의 부름에 응답하는 신개념 역할 대행 버라이어티 프로그램

## 출연진
- 전현무
- 고규필
- 미미 (오마이걸)
- 양세찬

## 게스트
- 윤유선 (2회)
- 김아영 (3회)
- 이승훈 (위너) (4회 ~ 5회)
- 미래소년 (5회 ~ 6회)
- 홍성우 (5회 ~ 6회)
- 강재준 (6회)

## 결방 및 편성 변경
- 2023년 10월 7일 : 2022 항저우 아시안 게임 일본과 남자 축구 결승전 밤 9시 중계로 인한 톡파원 25시 축구스타 스페셜 편이 방송되어 결방.

## 시청률
- 초기에는 시청률 1%이었으나, 3회 이후 시청률 0%대 고전을 면치 못했다.